# Grand Prix Formule 1 van België 2013
De Grand Prix Formule 1 van België 2013 werd gehouden op 25 augustus 2013 op het circuit van Spa-Francorchamps. Het was de elfde race van het kampioenschap.

## Wedstrijdverslag

### Achtergrond

#### DRS-systeem
Voor het DRS-systeem werden er twee DRS-zones gebruikt. De eerste zone lag op het rechte stuk van start-finish tussen bocht 19 (Bus stop Chicane) en bocht 1 (La Source), het detectiepunt voor deze zone bevond zich vlak voor bocht 18 (Bus stop Chicane). De tweede zone lag op het rechte stuk (Kemmel Straight) tussen bocht 4 (Raidillon) en bocht 5 (Les Combes), het detectiepunt voor deze zone bevond zich voor bocht 2 (Eau Rouge). De DRS gaat alleen open als een coureur zich op het de detectiepunt binnen een seconde afstand van zijn voorganger bevindt.

### Kwalificatie
Lewis Hamilton behaalde zijn vierde pole position op een rij voor Mercedes, voor de Red Bull Racing-teamgenoten Sebastian Vettel en Mark Webber en zijn teamgenoot Nico Rosberg. Paul di Resta leek voor Force India lange tijd onderweg naar een pole position, maar moest genoegen nemen met de vijfde plaats, vlak voor McLaren-coureur Jenson Button. De Lotus-teamgenoten Romain Grosjean en Kimi Räikkönen bezetten samen de vierde startrij, terwijl de Ferrari-coureurs Fernando Alonso en Felipe Massa de vijfde startrij delen.
Voor Nederland maakte Giedo van de Garde een mooie verrassing in Q1 door als eerste op slicks te gaan rijden op een nog opdrogende baan. Hij werd 3e in Q1 met deze strategie, waarmee hij zich weer in de kijker voor andere teams reed.

### Race
De race werd gewonnen door Sebastian Vettel, die in de eerste ronde al Lewis Hamilton inhaalde. Hamilton werd uiteindelijk derde achter Fernando Alonso en voor teamgenoot Nico Rosberg. De vijfde plaats ging naar Mark Webber, die voor Jenson Button eindigde. Felipe Massa eindigde als zevende in de race voor Romain Grosjean. De laatste punten gingen naar de Force India van Adrian Sutil en de Toro Rosso van Daniel Ricciardo.

## Vrije trainingen
- Er wordt enkel de top 5 weergegeven.

| Vrije training 1 | Pos | No | Coureur          | Constructeur            | Tijd     |
| ---------------- | --- | -- | ---------------- | ----------------------- | -------- |
| Vrije training 1 | 1   | 5  | Fernando Alonso  | Ferrari                 | 1:55.198 |
| Vrije training 1 | 2   | 14 | Paul di Resta    | Force India-Mercedes    | 1:55.224 |
| Vrije training 1 | 3   | 15 | Adrian Sutil     | Force India-Mercedes    | 1:55.373 |
| Vrije training 1 | 4   | 6  | Sergio Pérez     | McLaren-Mercedes        | 1:55.518 |
| Vrije training 1 | 5   | 9  | Nico Rosberg     | Mercedes                | 1:55.614 |
| Vrije training 2 | Pos | No | Coureur          | Constructeur            | Tijd     |
| Vrije training 2 | 1   | 1  | Sebastian Vettel | Red Bull Racing-Renault | 1:49.331 |
| Vrije training 2 | 2   | 2  | Mark Webber      | Red Bull Racing-Renault | 1:49.390 |
| Vrije training 2 | 3   | 8  | Romain Grosjean  | Lotus-Renault           | 1:50.149 |
| Vrije training 2 | 4   | 4  | Felipe Massa     | Ferrari                 | 1:50.164 |
| Vrije training 2 | 5   | 18 | Jean-Éric Vergne | STR-Ferrari             | 1:50.253 |
| Vrije training 3 | Pos | No | Coureur          | Constructeur            | Tijd     |
| Vrije training 3 | 1   | 1  | Sebastian Vettel | Red Bull Racing-Renault | 1:48.327 |
| Vrije training 3 | 2   | 5  | Fernando Alonso  | Ferrari                 | 1:48.432 |
| Vrije training 3 | 3   | 2  | Mark Webber      | Red Bull Racing-Renault | 1:48.533 |
| Vrije training 3 | 4   | 18 | Jean-Éric Vergne | STR-Ferrari             | 1:48.776 |
| Vrije training 3 | 5   | 4  | Felipe Massa     | Ferrari                 | 1:48.788 |

Testcoureurs:
- Heikki Kovalainen (Caterham-Renault; P16)

## Kwalificatie
| Pos.                | Nr. | Coureur             | Constructeur            | Kwalificatietijden | Kwalificatietijden | Kwalificatietijden | Grid |
| Pos.                | Nr. | Coureur             | Constructeur            | Q1                 | Q2                 | Q3                 | Grid |
| ------------------- | --- | ------------------- | ----------------------- | ------------------ | ------------------ | ------------------ | ---- |
| 1                   | 10  | Lewis Hamilton      | Mercedes                | 2:00.368           | 1:49.067           | 2:01.012           | 1    |
| 2                   | 1   | Sebastian Vettel    | Red Bull Racing-Renault | 2:01.863           | 1:48.646           | 2:01.200           | 2    |
| 3                   | 2   | Mark Webber         | Red Bull Racing-Renault | 2:01.597           | 1:48.641           | 2:01.325           | 3    |
| 4                   | 9   | Nico Rosberg        | Mercedes                | 2:01.099           | 1:48.552           | 2:02.251           | 4    |
| 5                   | 14  | Paul di Resta       | Force India-Mercedes    | 2:02.338           | 1:48.925           | 2:02.332           | 5    |
| 6                   | 5   | Jenson Button       | McLaren-Mercedes        | 2:01.301           | 1:48.641           | 2:03.075           | 6    |
| 7                   | 8   | Romain Grosjean     | Lotus-Renault           | 2:02.476           | 1:48.649           | 2:03.081           | 7    |
| 8                   | 7   | Kimi Räikkönen      | Lotus-Renault           | 2:01.151           | 1:48.296           | 2:03.390           | 8    |
| 9                   | 3   | Fernando Alonso     | Ferrari                 | 2:00.190           | 1:48.309           | 2:03.482           | 9    |
| 10                  | 4   | Felipe Massa        | Ferrari                 | 2:01.462           | 1:49.020           | 2:04.059           | 10   |
| 11                  | 11  | Nico Hülkenberg     | Sauber-Ferrari          | 2:01.712           | 1:49.088           |                    | 11   |
| 12                  | 15  | Adrian Sutil        | Force India-Mercedes    | 2:02.749           | 1:49.103           |                    | 12   |
| 13                  | 6   | Sergio Pérez        | McLaren-Mercedes        | 2:02.425           | 1:49.304           |                    | 13   |
| 14                  | 21  | Giedo van der Garde | Caterham-Renault        | 2:00.564           | 1:52.036           |                    | 14   |
| 15                  | 22  | Jules Bianchi       | Marussia-Cosworth       | 2:02.110           | 1:52.563           |                    | 15   |
| 16                  | 23  | Max Chilton         | Marussia-Cosworth       | 2:02.948           | 1:52.762           |                    | 16   |
| 17                  | 16  | Pastor Maldonado    | Williams-Renault        | 2:03.072           |                    |                    | 17   |
| 18                  | 18  | Jean-Éric Vergne    | STR-Ferrari             | 2:03.300           |                    |                    | 18   |
| 19                  | 19  | Daniel Ricciardo    | STR-Ferrari             | 2:03.317           |                    |                    | 19   |
| 20                  | 17  | Valtteri Bottas     | Williams-Renault        | 2:03.432           |                    |                    | 20   |
| 21                  | 12  | Esteban Gutiérrez   | Sauber-Ferrari          | 2:04.324           |                    |                    | 21   |
| 22                  | 20  | Charles Pic         | Caterham-Renault        | 2:07.384           |                    |                    | 22   |
| 107% tijd: 2:08.063 |     |                     |                         |                    |                    |                    |      |

## Race
| Pos | No | Coureur             | Constructeur            | Rondes | Tijd/Oorzaak uitval | Grid | Punten |
| --- | -- | ------------------- | ----------------------- | ------ | ------------------- | ---- | ------ |
| 1   | 1  | Sebastian Vettel    | Red Bull Racing-Renault | 44     | 1:23:42.196         | 2    | 25     |
| 2   | 3  | Fernando Alonso     | Ferrari                 | 44     | +16.869             | 9    | 18     |
| 3   | 10 | Lewis Hamilton      | Mercedes                | 44     | +27.734             | 1    | 15     |
| 4   | 9  | Nico Rosberg        | Mercedes                | 44     | +29.872             | 4    | 12     |
| 5   | 2  | Mark Webber         | Red Bull Racing-Renault | 44     | +33.845             | 3    | 10     |
| 6   | 5  | Jenson Button       | McLaren-Mercedes        | 44     | +40.794             | 6    | 8      |
| 7   | 4  | Felipe Massa        | Ferrari                 | 44     | +53.922             | 10   | 6      |
| 8   | 8  | Romain Grosjean     | Lotus-Renault           | 44     | +55.846             | 7    | 4      |
| 9   | 15 | Adrian Sutil        | Force India-Mercedes    | 44     | +1:09.541           | 12   | 2      |
| 10  | 19 | Daniel Ricciardo    | STR-Ferrari             | 44     | +1:13.470           | 19   | 1      |
| 11  | 6  | Sergio Pérez        | McLaren-Mercedes        | 44     | +1:21.936           | 13   |        |
| 12  | 18 | Jean-Éric Vergne    | STR-Ferrari             | 44     | +1:26.740           | 18   |        |
| 13  | 11 | Nico Hülkenberg     | Sauber-Ferrari          | 44     | +1:28.258           | 11   |        |
| 14  | 12 | Esteban Gutiérrez   | Sauber-Ferrari          | 44     | +1:40.436           | 21   |        |
| 15  | 17 | Valtteri Bottas     | Williams-Renault        | 44     | +1:47.456           | 20   |        |
| 16  | 21 | Giedo van der Garde | Caterham-Renault        | 43     | +1 ronde            | 14   |        |
| 17  | 16 | Pastor Maldonado    | Williams-Renault        | 43     | +1 ronde            | 17   |        |
| 18  | 22 | Jules Bianchi       | Marussia-Cosworth       | 43     | +1 ronde            | 15   |        |
| 19  | 23 | Max Chilton         | Marussia-Cosworth       | 42     | +2 ronden           | 16   |        |
| DNF | 14 | Paul di Resta       | Force India-Mercedes    | 31     | Ongeluk             | 5    |        |
| DNF | 7  | Kimi Räikkönen      | Lotus-Renault           | 25     | Remmen              | 8    |        |
| DNF | 20 | Charles Pic         | Caterham-Renault        | 8      | Olielek             | 22   |        |

## Standen na de Grand Prix
- Er wordt enkel de top 5 weergegeven.

| Positie | Nummer | Rijder           | Team                    | Punten |
| ------- | ------ | ---------------- | ----------------------- | ------ |
| 1 ()    | 1      | Sebastian Vettel | Red Bull Racing-Renault | 197    |
| 2 (1)   | 3      | Fernando Alonso  | Ferrari                 | 151    |
| 3 (1)   | 10     | Lewis Hamilton   | Mercedes                | 139    |
| 4 (2)   | 7      | Kimi Räikkönen   | Lotus-Renault           | 134    |
| 5 ()    | 2      | Mark Webber      | Red Bull Racing-Renault | 115    |

| Positie | Nummers | Team                    | Rijders                        | Punten |
| ------- | ------- | ----------------------- | ------------------------------ | ------ |
| 1 ()    | 1 2     | Red Bull Racing-Renault | Sebastian Vettel Mark Webber   | 312    |
| 2 ()    | 9 10    | Mercedes                | Nico Rosberg Lewis Hamilton    | 235    |
| 3 ()    | 3 4     | Ferrari                 | Fernando Alonso Felipe Massa   | 218    |
| 4 ()    | 7 8     | Lotus-Renault           | Kimi Räikkönen Romain Grosjean | 187    |
| 5 (1)   | 5 6     | McLaren-Mercedes        | Jenson Button Sergio Pérez     | 65     |